# Бранко Младеновић
Бранко Младеновић (умро пре марта 1365) је био српски племић и севастократор из средине XIV века, који је управљао Охридом у доба Српског царства и сматра се родоначелником Бранковића. Сматра се да му је припадао свилени појас (тзв. Бранков појас), византијске израде, који се данас чува Британском музеју у Лондону и на коме је поред имена Бранко извезена кацига са лавом на челенци, симболом Бранковића.

## Биографија
Његов отац био је властелин Младен, који се помиње са титулама жупана и војводе у доба краљева Милутина (1282—1321) и Стефана Дечанског (1322—1331). Он се 1323. године помиње као управник Требиња и Драчевице, а сматра се да његова породица највероватније потиче из Захумља.
Душан Силни (краљ 1331—1346, цар 1346—1355) је Бранка Младеновића поставио за управника Охрида и доделио му титулу севастократора, али није познато када се то десило, иако је извесно да је титулу добио након проглашења Српског царства 16.04.1346. у Скопљу. Висока титула севастократора вероватно значи да је Бранко на неки начин био родбински повезан са царском породицом, пошто је иста титула додељена Дејану, који је био ожењен Душановом сестром Теодором. Након Душанове смрти, у време распада Српског царства, подржавао је његовог сина и наследника Уроша (1355—1371).
Бранко Младеновић је умро пре марта 1365. године, а његови синови Гргур и Вук су се из Охрида повукли на породични посед, око Борча у Дреници на Косову.

## Порекло и породица
Бранко Младеновић је био син властелина Младена, који је, осим њега, имао и ћерку Ратославу, која је била удата за жупана Алтомана Војиновића и била мајка Николе Алтомановића. У историјским изворима помиње се и његов стриц Никола, који је 1329. године управљао облашћу око Љеша, у данашњој Албанији.
Бранко Младеновић је био ожењен непознатом племкињом и у браку са њом је имао четворо деце, три сина и једну ћерку, која је била најмлађе дете:
- Никола Радоња (у монаштву Роман и Герасим) (? — 3. децембар 1399)
- Гргур (? — пре 16. јула 1398)
- Вук (око 1345. — 6. новембар 1397)
- Теодора (Војислава) (? — ?), удата за Ђорђа Топију, господара Драча

## Бранков појас
Бранков појас, који се чува у лондонском Британском музеју, потиче из средине XIV века, византијске је израде и настао је у радионицама Цариграда или Солуна. Направљен је од свиле, димензија 195 са 7,5 центиметара и сачињава га 18 оквира у којима су приказана три мотива:
- кацига са лавом на челенци и натписом Бранко
- змај
- соко